# Генріх, герцог Корнуольський
Генріх, герцог Корнуольський (1 січня 1511 — 22 лютого 1511) — перша жива дитина короля Англії Генріха VIII та його першої дружини Катерини Арагонської. Хоча його народження святкували як народження спадкоємця, за кілька тижнів він помер. Його смерть і нездатність Генріха VIII і Катерини народити ще одного спадкоємця чоловічої статі призвели до кризи престолонаслідування і шлюбних відносин, які вплинули на відносини між англійською церквою і римським католицизмом, давши початок англійській Реформації.

## Народження та хрестини
Генріх народився 1 січня 1511 року в палаці Річмонд. Він був першою живонародженою дитиною короля Генріха VIII і Катерини Арагонської, яка народилася через вісімнадцять місяців після їхнього весілля та коронації. Раніше, 31 січня 1510 року, Катерина народила мертву дочку. Генріха охрестили 5 січня на пишній церемонії, під час якої на його честь запалили маяки. Подарунки на хрещення включали золоту сільницю та чашу загальною вагою 99 тройс. унція (3,1 кг), подарований королем Франції Людовиком XII, його хрещеним батьком. Його хрещеною матір'ю була Маргарита Австрійська, герцогиня Савойська. Довіреною особою французького короля був Річард Фокс, єпископ Вінчестерський, а довіреною особою герцогині Савойської була леді Анна Говард, дочка Едуарда IV і тітка короля по материнській лінії.

## Урочистості та Великий Турнір
Генріх VIII і його королева запланували екстравагантні урочистості, що не поступалися спільній коронації, з нагоди народження сина, який автоматично ставав герцогом Корнуольським і очевидним спадкоємець англійського престолу і, як очікувалося, мав стати принцом Вельським, королем Англії і третім королем з династії Тюдорів. Найпишніший турнір за часів правління Генріха відбувся у Вестмінстерському палаці 12 і 13 лютого 1511 року. Події другого дня увічнив довгий ілюмінований пергаментний сувій, відомий під назвою «Вестмінстерський турнір».Зараз цей сувій можна знайти в колекції Геральдичного коледжу, і на ньому зображений трубач Джон Бланке.
Вестмінстерські лицарські турніри проходили на турнірному майданчику, або тілтіарді, розташованому відразу за північними дверима Вестмінстерського абатства. Подія 1511 року коштувала близько 4 400 фунтів стерлінгів. На рулоні зображено процесію до «списків», нахил Генріха VIII з трибуною або оглядовою галереєю глядачів, а також вихід процесії. Письменник-хроніст Едвард Голл описав конкурси та маски. На тканинах і костюмах були зображені королівські ініціали «H» і «K». Темою заходу, за звичаєм, було вигадане запрошення або виклик. Королева Нобль Ренован з Кур Нобль почула новину про народження англійського принца. Вона відправила до Вестмінстера чотирьох своїх найкращих лицарів: Кер Лояла (роль Генріха VIII), Доблесне Бажання (Томас Кніветт), Боун Волойр (Добра Воля, Вільям Куртене) та Веселий Пансер (Весела Думка, Едвард Невілл). Керував конкурсантами Чарльз Брендон. Конкурс першого дня включав в себе замок у лісі, який затягнули на подвір'я лев і антилопа на чолі з дикунами. Чотири лицарі Королеви Шляхетної Слави вийшли із замку, щоб привітати Катерину Арагонську.

## Смерть
Герцог Корнуольський помер 22 лютого 1511 року у віці 52 днів у Річмондському палаці та був похований у Вестмінстерському абатстві.
Генріх VIII призначив Елізабет Пойнц, своїй годувальниці, довічну пенсію у розмірі 20 фунтів. Її особистість невідома, і було припущено, що вона була членом сім'ї Пойнтз із Айрон Актона, можливо, Елізабет, дочки Вільяма Гаддесфілда, першої дружини Ентоні Пойнца, або жінкою більш раннього покоління.